# Liuba María Hevia
Liuba María Hevia (La Habana, 14 de diciembre de 1964) es una guitarrista, compositora e intérprete cubana.

## Biografía
Liuba María Hevia (La Habana, Cuba, 14 de diciembre de 1964). Compositora y cantante por excelencia, es una de las más altas representantes de la cultura cubana contemporánea.
Forma parte del Movimiento de la Nueva Trova desde el año 1982, junto a figuras legendarias como Silvio Rodríguez y Pablo Milanés, con quienes ha compartido trabajos discográficos.
Al igual que Polito Ibáñez, Gema y Pavel, Raúl Torres, entre otros, Liuba ganó popularidad en la Cuba de los años 90. Ella es parte de un suceso de búsqueda y esplendor de la cancionística trovadoresca cubana.  Su primer disco, “Coloreando la esperanza”, muestra una mirada contemporánea a la música campesina desde su inevitable condición de trovadora.
Sus canciones se caracterizan por un alto nivel poético y belleza; variedad melódica, rítmica y temática. En sus composiciones afloran géneros cubanos que conforman su mundo sonoro, entre ellos la canción libre, la guajira, el son, el bolero, la habanera y el danzón.
La presencia dentro de su Grupo acompañante –fundado por ella en 1990 – de cuerdas clásicas como el chelo y el violín; del tres y el laúd, instrumentos asociados a la música popular y al folclore campesino; de las percusiones y las guitarras en sus formas y sonidos más variados, unidos al inconfundible color de su voz, brindan de conjunto un toque muy personal a su trabajo.
Los conciertos que ofrece son espectáculos de exquisita factura, en los cuales desborda su gran poder de comunicación con el espectador. En ellos además de su obra,nos acerca también a diversos géneros musicales, con sus versiones de obras clásicas cubanas y latinoamericanas.
Tanto en sus multipremiados videos clips y animados, como en los diseños de sus trabajos discográficos, se divisa un resultado acorde con su singular personalidad artística. Sin pactar con “la moda”, ella logra un terminado contemporáneo y novedoso en cada propuesta.
Hasta la fecha Liuba cuenta con más de veinte producciones discográficas, en los que resulta admirable sentir una inquietante necesidad de búsqueda; ese saber asumir siempre algo nuevo y original sin dejar de ser ella misma en cada entrega.
Numerosos premios y reconocimientos le han sido otorgados por diversas instituciones. Con sólo 31 años de edad recibió la Distinción por la Cultura Nacional, máximo galardón otorgado a los artistas que brindan aportes significativos a la cultura cubana.
De igual forma la UNICEF la nombró en 2012 Embajadora de Buena Voluntad, en atención a la sostenida y cuidadosa labor que, como parte de su vocación por el trabajo social, realiza para los niños, no sólo en grandes teatros, sino también en barrios y hospitales del país, donde, además de sus propias obras, Liuba interpreta las de la tempranamente desaparecida poetisa y trovadora Ada Elba Pérez (Santi Spiritus, 20 de septiembre de 1961 – La Habana, 14 de julio de 1992), las de Teresita Fernández, “la juglar de Cuba” (Santa Clara, 20 de diciembre de 1930); también las de Gabilondo Soler y la argentina María Elena Walsh, los referentes clásicos del Cancionero Infantil de Hispanoamérica.
Ha llevado su música a Suiza, Francia, Etiopía, España, Angola, Argentina, México, Perú, Venezuela, Chile, Colombia, Nicaragua, Bolivia, Estados Unidos,Canadá, Ecuador, Costa Rica y República Dominicana, entre otros países.

## Discografía
Liuba Hevia ha publicado más de veinte álbumes:
- 1993: Coloreando la esperanza.
- 1995: Señor Arcoíris.
- 1995: Habaneras en el tiempo.
- 1996: Alguien me espera.
- 1998: Del verso a la mar.
- 2001: Travesía mágica.
- 2002: Ilumíname.
- 2004: Ángel y habanera.
- 2005: ¡Atentos! Traigo un regalo (música infantil).
- 2007: Secretos cantados (música infantil).
- 2007: Travesía mágica (música infantil).
- 2008: Travesía mágica (CD+DVD, música infantil).
- 2008: Anatomía de La Habana, con José María Vitier, David Torrens y Sexto Sentido.
- 2008: Coloreando la esperanza (canciones).
- 2008: Alguien me espera (canciones).
- 2008: Del verso a la mar (canciones).
- 2009: Entre locos bajitos (DVD, videos y música infantil).
- 2009: Puertas (canciones), con Ana Belén, Luis Represas y José Ángel Hevia.
- 2010: Concierto "Entre locos bajitos" y juego de ajedrez, damas y cartas (música infantil).
- 2010: Concierto "Entre locos bajitos" y juego "República de Cuba" (música infantil).
- 2010: Concierto "Entre locos bajitos" y "El juego del elefante" (música infantil).
- 2010: Concierto "Entre locos bajitos" y juego "Busquemos al elefante rosado" (música infantil).
- 2010: Concierto "Entre locos bajitos" y juego de dominó reversible (música infantil).
- 2010: Definitivamente puertas (canciones).
- 2011: Liuba María Hevia: todos sus videos (canciones).
- 2011: Naranjo en flor, primera antología de tangos.
- 2011: Granito de canela.
- 2012: Liuba canta a Teresita (música infantil).
- 2013: Colección 30 años (canciones).
- 2014: El mapa de mis canciones
- 2015: Hay quien precisa[2]

### Videos
- El trencito y la hormiga.
- Travesía mágica.
- Con los hilos de la Luna.